# Teresa Nava
Teresa Nava Pérez (Puebla, Puebla; 1 de octubre de 1922) es una artista manual mexicana conocida por manufacturar maquetas detalladas de comercios tradicionales de época. Sus obras son una crónica tridimensional de las prácticas tradicionales de su Puebla natal. Realizó en miniatura dulcerías, carnicerías, talabarterías, peluquerías, y por supuesto estanquillos; para ello utilizó madera, barro, mimbre, lámina, alambre y un sinúmero de colores para dar vida a cada espacio.

## Obra
Elaboró 130 maquetas durante 16 años para Carlos Monsiváis, de las cuales 44 forman parte de la colección del escritor. Este trabajo dejó abierta una ventana al México tradicional del siglo XX.

## Homenajes
En 1997 la Asociación Carso A.C. publicó un libro de la artista que llevó por título "Escenas mexicanas en la obra de Teresa Nava". En el, Carlos Monsiváis habló sobre la artista y se presentaron fotografías de sus obras.
El 25 de julio de 2013 se llevó a cabo en la ciudad de Puebla la exposición: "La patría intima de Teresa Nava", en la que se expusieron 51 maquetas. Dicho evento fue un esfuerzo conjunto del Museo del Estanquillo, Conaculta y el gobierno de Puebla.